# Renato Sulić
Renato Sulić (Rijeka, 12. listopada 1979.) hrvatski je rukometaš, nekadašnji reprezentativac, koji igra na poziciji kružnog napadača (pivota). S rukometnom reprezentacijom Hrvatske ima zlato sa SP-a 2003. i srebro s EP-a 2008.
Trenutačno igra za prvaka Mađarske, MKB Veszprém KC.
Bivši klubovi su mu Zamet, Metković, Zagreb i Celje.
Godine 2004. Sulić je jedva preživio prometnu nesreću, ali se uspješno oporavio i nastavio rukometnu karijeru.

## Vanjske poveznice
- Profil na službenoj stranici MKB Veszpréma  Arhivirana inačica izvorne stranice od 16. ožujka 2012. (Wayback Machine) (engl.)

### Ostali projekti
|  | Zajednički poslužitelj ima još gradiva o temi Renato Sulić |